# Serveis Ferroviaris de Mallorca
A Serveis Ferroviaris de Mallorca (SFM) egy vasúttársaság, mely a spanyol Mallorca szigetén üzemelteti a Palma–Inca–Manacor és a Inca–Sa Pob vasútvonalakat, továbbá a Palmai metrót.

## Utazási idők
| Megálló       | Utazási idő Palmatól percben | Megjegyzés                                              |
| ------------- | ---------------------------- | ------------------------------------------------------- |
| Marratxí      | 15                           |                                                         |
| Santa Maria   | 23                           |                                                         |
| Consell/Alaró | 27                           | Alaró állomás a várostól 3 km-nyi gyaloglásra található |
| Binissalem    | 31                           |                                                         |
| lloseta       | 35                           |                                                         |
| Inca          | 40                           |                                                         |
| Sa Pobla felé |                              |                                                         |
| Llubi         | 49                           |                                                         |
| Muro          | 53                           |                                                         |
| Sa Pobla      | 57                           |                                                         |
| Manacor felé  |                              |                                                         |
| Sinéu         | 48                           |                                                         |
| Petra         | 57                           |                                                         |
| Manacor       | 66                           |                                                         |

## Lásd még
- Mallorca vasúti közlekedése